# Adat
Adat (arab. ‏ﻋﺎﺪة‎ ʿāda) – prawa zwyczajowe lub tradycje, na których opiera się funkcjonowanie wielu społeczności lokalnych.
Słowo adat pochodzi z języka arabskiego i oznacza przyzwyczajenia, czyny, zasady powtarzane przez długi okres. Używane było przez społeczności, które przyjmowały islam, dla odróżnienia dawnych, lokalnych praktyk od nowych, implementowanych wraz z nową religią.
Termin ten stosowany jest między innymi w Indonezji i Malezji od XV wieku. Prawo to rozstrzyga problemy, odnośnie do których nie ma żadnych przepisów w Koranie i hadisach.
Istnieją dwa rodzaje adatów:
- adat perpateh – prawo rodzinne i plemienne
- adat temenggong – prawo morskie[potrzebny przypis]